# Елецкая классическая мужская гимназия
Елецкая классическая мужская гимназия — среднее образовательное учебное заведение в городе Ельце Орловской губернии Российской империи, ныне  Липецкой области .

## История
Была открыта на базе Елецкого уездного училища в 1871 году по ходатайству Елецкой земской управы и предпринимателя С. С. Полякова  и разместилась в здании, в котором ранее располагалось уездное училище. Первоначально состояла из приготовительного и 4-х низших классов; в них было 124 ученика: в приготовительном классе — 49, в первом — 42, во втором и третьем — 29, а в четвёртом классе — всего 4 ученика. В 1874/75 учебном году число учащихся достигло 252 человек и в сентябре 1875 года гимназия переехала в специально построенное для неё здание.
Первоначально, в физическом кабинете было только 37 приборов, в кабинете естественных наук  — коллекция минералов да 16 картин по зоологии. Для изучения священной и русской истории привлекалось около 300 картин, рисунков и 14 портретов представителей дома Романовых. Библиотеку составляли 205 томов книг 152 названий.
После октябрьской революции в здании гимназии в 1918 году была открыта «Елецкая советская 2-я школа 1-й и 2-й ступени»; с 1923 года — «Елецкая советская 1-я девятилетняя школа 1-й и 2-й ступени», с 1925 года — «с педагогическим уклоном», так что после окончании 9-го класса выпускникам вручали документ о праве преподавания в начальных классах. В 1930 году школа была переименована в «фабрично-заводскую семилетку», с 1935 года стала называться «Средней школой № 1», а с 1939 года имела № 11. В здании школы размещался госпиталь, куда поступали раненые воины РККА из Западной Украины, Западной Белоруссии, а позже из Финляндии и, наконец, с фронтов Отечественной войны, затем суворовское училище. Занятия в те годы проходили в помещениях теперешнего ТУ-2 (по ул. Советской и Мира), а также в учительском институте, в здании бывшего детдома (угол ул. Ленина и ул. Коммунаров), в помещении пожарной охраны (по ул. Коммунаров).
С 1944 года школа стала обучать только девочек и ей было присвоено название «Елецкая женская школа № 1». В сентябре 1953 года состоялся набор мальчиков в 1-е и 8-е классы из мужских семилетних школ и она стала именоваться «Елецкой средней школой № 1»; спустя двадцать лет ей было присвоено имя М. М. Пришвина (Постановление Совета Министров РСФСР).
В октябре 1992 года школа была зарегистрирована, как «муниципальное учреждение средняя общеобразовательная школа № 1»; с 4 мая 1995 года — муниципальное учреждение среднего (полного) общего образования (МУСПОО) школа № 1 им. М. М. Пришвина.

## Персоналии
В исследовании О. А. Саввиной и М. В. Леонова установлены имена всех директоров этой гимназии. Первым директором был П. И. Ладовский (Ладовской). Затем гимназию возглавляли Ф. С. Воронов, Н. А. Закс (1882—1892), П. Ф. Симсон, А. А. Стрельцов, К. К. Греве (с 01.07.1898 до 1914?), Г. С. Высокосов.
В 1887—1891 годах в Елецкой мужской гимназии преподавал В. В. Розанов. Вместе с ним некоторое время преподавал И. М. Покровский, а также П. Д. Первов.
Согласно исследованиям сотрудников МГУ 1,2 % всех выпускников университета (337 человек) за период с последней четверти XIX века до 1917 года окончили Елецкую гимназию. В их числе были:
- Н. А. Семашко — народный комиссар здравоохранения СССР; на одном из педагогических советов был исключён из гимназии за штудирование и хранение революционной литературы, но затем из-за отличной успеваемости и тяжёлого семейного положения был прощён и учёбу продолжил[11]; окончил гимназию с отличием, но медаль не получил (в том числе по воспоминаниям внучки[12]); точный год окончания обучения отличается в разных источниках[13] (от 1888 до 1891): в частности, на сайте ЛОУНБ годы предпочли вовсе не указывать[14], а на сайте Госархива Липецкой области выложен документ (ГАЛО, ф. 119, оп. 1, д. 16, листы 160об и 161), согласно которому[15] полный курс Семашко окончил в 1893 г.
- В. И. Стемпковский — врач, земский деятель, депутат Государственной думы
- С. И. Ростовцев (вып. 1881; золотая медаль) — ботаник, основатель Ботанического сада Тимирязевской академии
- С. Н. Булгаков (вып. 1889) — религиозный философ
- Н. А. Ростовцев (вып. 1889) — политик, член Государственной думы
- А. И. Шингарёв (вып. 1887) — земский, общественный, политический и государственный деятель, врач и публицист; один из лидеров кадетской партии
- Н. А. Семашко (вып. 1891) — учёный, академик АМН СССР
- И. А. Калинников (вып. 1894) — учёный, профессор и ректор Московского технического училища
- А. С. Бутягин (вып. 1901) — будущий ректор МГУ
- М. Н. Соловьев (вып. 1904) — эпидемиолог, действительный член АМН СССР

Выпускниками гимназии были также:
- Д. Д. Ефремов (серебряная медаль) — математик, автор книги «Новая геометрия треугольника»
- В. О. Янчевский — юрист, депутат Государственной думы
- В. Г. Ветчинин — политик, член Государственной думы
- Н. П. Чижевский (вып. 1895) — учёный, академик АН СССР

В гимназии обучались, не окончив её:
- И. А. Бунин — классик русской литературы; учился в гимназии в 1881—1886 годах.
- М. М. Пришвин — писатель; учился с 1882 по 1889 год[16].